# Manysi nyelv
A manysi nyelv (saját nyelvükön: ма̄ньси ла̄тыӈ) vagy az oroszoktól kapott néven vogul nyelv, az uráli nyelvcsalád tagja, legközelebbi rokona a hanti, valamint a magyar (ugor nyelvek). A manysik Észak-Szibériában, az Urál és az Ob folyó közötti területen élnek. 1960-ban 6 ezren vallották magukat manysinak, az anyanyelvi beszélők száma 60% volt. 1989-ben pedig ugyan 8500 ember mondta magát manysinak, de csak a 37%-uk beszélte a nyelvet.

## Nyelvjárások

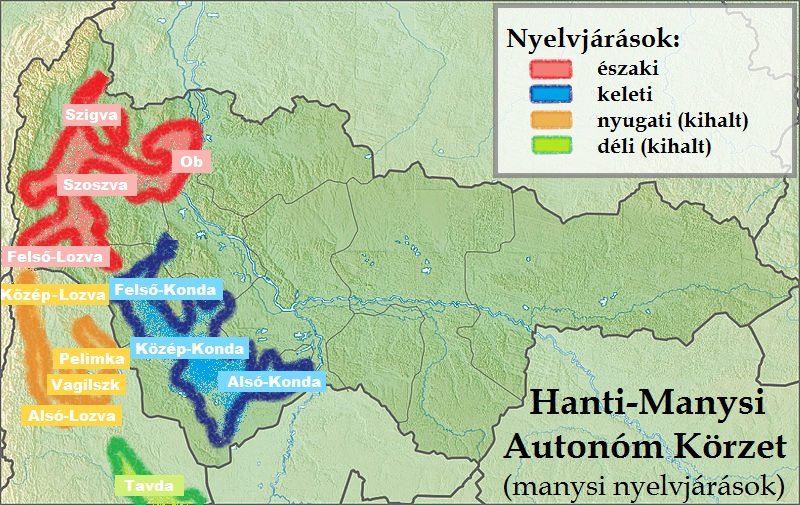
A manysi nyelvjárások hagyomános elterjedésének térképe, a 19. század végén

Négy nagy nyelvjárást különböztetünk meg, melyeket az égtájak nevével jelölnek. Ezek számos kisebb alnyelvjárásra oszthatók:
| - Északi nyelvjárásterület (É. vagy N) – a legnépesebb, egyedüliként fönnmaradó csoport, és az egyetlen, amelynek írásbelisége van - szigvai (Szi. vagy Sy) - obi - szoszvai (Szo. vagy So) – a manysi irodalmi nyelvnek tekinthető - felső-lozvai (FL. vagy LO) |

| - Nyugati nyelvjárásterület (kihalt) – W - közép-lozvai (KL. vagy LM) - pelimi/pelimkai (P.) - vagilszki (Vag./ÉVag./DVag. vagy VN/VS) - alsó-lozvai (AL. vagy LU) |  | - Keleti nyelvjárásterület (kihalt) - felső-kondai (FK. vagy KO) - középső-kondai (KK. vagy KM) - alsó-kondai (AK. vagy KU) - jukondai (Ko. vagy Ju) |
| |  | |
| Déli nyelvjárásterület (kihalt) tavdai (T.) |  | |

További jelölések:
- kondai (K)
- lozvai (L. vagy L)
- észak-vagilszki: kamai (VNK) és szotnikovai (VNS)
- déli [tavdai]: janicskovai (TJ), gorodoki (TG) és csandiri (TČ)

A rövidítések A magyar nyelv történeti-etimológiai szótárának (TESz.) gyakorlatát, illetve (a vagy utáni, pont nélküli jelölések) a többek közt Honti László által használt, németes rendszert követik. Az Uralonet jelölései az utóbbit tükrözik. Ez utóbbi manysi vonatkozású címszavai legbővebben (egyenként 500–700 hivatkozással) a pelimi (ny.), a szoszvai (é.), az alsó-kondai (k.) és a janicskovai (d.) nyelvjárásokat fedik le, de a kondai és lozvai alnyelvjárásokra, valamint az északira és a tavdai délire is 50–300 közötti adatot hoznak.

## Nyelvtörténet

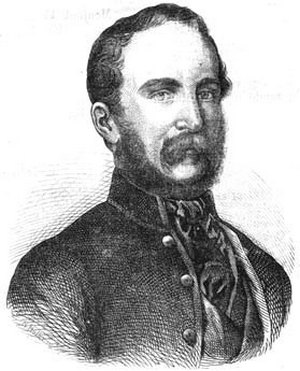
Reguly Antal

A manysik a 17. században még legalább 100 ezren lehettek. Az 1631. évi, az oroszok által behurcolt fekete himlő járvány borzalmas pusztítást végzett soraikban, az akkori népességszám a felére csökkent. A következő évszázadokban a manysik száma egyre csak fogyott, míg végül 10 ezer alá süllyedt.
A legkorábbi manysi nyelvemlékek – főként személynevek – a 16–17. századi orosz krónikákban fordulnak elő, valamint Siegmund von Herberstein, V. Károly követének könyvében. 1725-ből Daniel Gottlieb Messerschmidttől származik az első manysi 41 szavas szójegyzék. 1730-ban Philipp Johann von Strahlenberg svéd tiszt közölt 25 manysi szót nyomtatásban. A 18. században Johann Eberhard Fischer német akadémikus 300 szavas szójegyzékét August Ludwig Schlözer közölte, valamint Peter Simon Pallas német polihisztor Linguarum totius orbis vocabularia comparativa című művében és Heinrich Julius Klaproth Asia Polyglotta című munkájában is több száz szó maradt fenn lejegyezve. A 18. század első feléből kisebb, a végéről több száz szavas szójegyzékek maradtak fenn. A 19. századi nagy kutató-gyűjtőutakat Reguly Antal nyitja meg a negyvenes években (1843–44), a sort a finn August Ahlqvist (1858, 1877, 1880) és a magyar Munkácsi Bernát (1888–89) folytatja a század második felében, akiknek a munkáját ezután folyamatosan közölték. A finn Artturi Kannisto 1901 és 1906 között gyűjtött a manysik között. A gyűjtött hatalmas néprajzi és népköltészeti anyag azonban teljesen független maradt a manysi írásbeliség kialakulásától.

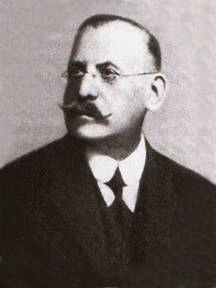
Munkácsi Bernát

A manysi írásbeliségnek nincsenek hagyományai: a cári időkben elkészült néhány egyházi szöveg fordítása, az első manysi ábécéskönyvet 1932-ben adták ki, még latin betűkkel. 1939–40-ben – arra hivatkozva, hogy a kétféle írásrendszer tanítása körülményes a nemzetiségi iskolákban – a cirill írásmódot vezették be. A manysi irodalom létrehozói közé tartozik Matrena Vahruseva, akinek jelentősebb későbbi tudományos és pedagógiai munkássága, valamint Pantyelejmon Jevrin és Mihail Kazancev, akiknek szintén inkább alapítói, mintsem irodalmi érdemeik nagyobbak. Az első kirobbanó egyéniség az 1937-ben született Juvan Sesztalov, aki anyanyelvén és oroszul egyaránt publikálva, költészetben és prózában is ismertté tette népét és annak kultúráját.

## A manysi ábécé
1932 előtt a nyelv nem volt írott, ekkortól próbálkoztak a latin írás bevezetésével, kevés sikerrel. A nyelvet 1939 óta cirill írással írják.
Ez azonban nem teljesen tudja leképezni a manysi hangjait, az olvasatot pedig az orosz esetén a lágyulás is befolyásolja, így a manysi kiejtését kiegészítő betűkkel és az alapértelmezettől eltérő hangkapcsolatokat jelölő sajátos betűkapcsolatokkal igyekeznek tükrözni.
A ma használt cirill ábécé:
Az egykori latin ábécé:

## Példamondatok

### Párhuzamok
Az alábbi mondatok jól illusztrálják a rokon nyelvek szókészletbeli és nyelvtani párhuzamait:

#### Manysi–magyar
Cirill: Хӯрум нэ̄ витныл хӯлупыл хӯс хул пувы.
Átirat: Χūrəm nē witnəl χūlupəl χūs χul puwi
Magyar: Három nő a vízből hálóval húsz halat fog.
Cirill: Хӯрум са̄т хӯс хулах самыӈ ампум витэн о̄лы.
Átirat: Χūrəm sāt χūs χulaχ saməη ampum witen ōli.
Magyar: Háromszázhúsz hollószemű ebem vízen él.

#### Hanti–magyar
Pegte lau lasinen menl tou szilna.
Fekete ló lassan megy a tó szélén.

### Emberi Jogok Egyetemes Nyilatkozata
Az emberi jogok egyetemes nyilatkozatának 1. cikkelye északi manysi nyelven:
Cirill: Ма̄ янытыл о̄лнэ мир пуссын аквхольт самын патэ̄гыт, аквте̄м вос о̄лэ̄гыт, аквте̄м нё̄тмил вос кинсэ̄гыт. Та̄н пуӈк о̄ньщēгыт, номсуӈкве ве̄рме̄гыт, э̄сырма о̄ньщэ̄гыт, халанылт ягпыгыӈыщ-яга̄гиӈыщ вос о̄лэ̄гыт. hallgat
Átirat: Mā janətəl ōlne mir pussən akʷχol't samən patēγət, akʷt'ēm wos ōlēγət, akʷt'ēm ńōtmil wos kinsēγət. Tān puηk ōńśēγət, nomsuηkʷe wērmēγət, ēsərma ōńśēγət, χalanəlt jaγpiγəηəś-jaγāγiηəś wos ōlēγət.
Magyar: Minden emberi lény szabadon születik és egyenlő méltósága és joga van. Az emberek, ésszel és lelkiismerettel bírván, egymással szemben testvéri szellemben kell hogy viseltessenek.

### Magyarul
- Böngészés: manysi/vogul (több mint 3300 manysi szó különböző nyelvjárásokból az uráli/finnugor/ugor megfelelőik szócikkében, az Uraloneten)
- Manysiszótár (Munkácsi Bernát–Kálmán Béla)
- A manysikról Archiválva 2018. február 11-i dátummal a Wayback Machine-ben (linkgyűjtemény a Rokonszenv c., uráli [finnugor és szamojéd] népekről és nyelvekről szóló honlapon)
- Chrestomathia Vogulica Archiválva 2022. január 20-i dátummal a Wayback Machine-ben (Kálmán Béla, Budapest, 1976; második, átdolgozott kiadás, 43 MB)
- Manysi nyelv / Мāньси лāтыӈ (jegyzet a Maas.hu-n)

### Oroszul
- Manysi–orosz szótár (keresőmezővel)
- Manysi–orosz szótár (160 kB, Словник мансийско-русский, innen hivatkozva)
- Felső-lozvai manysi – orosz szótár (1 MB, Мансийско-русский словарь, верхне-лозьвинский диалект)
- A. N. Balangyin manysi-nyelvkönyve, tükrözés[halott link] (1960, RAR, 9.77 MB; a Nyest.hu híradása e könyvről)

### Angolul
- Vogul (Mansi) Archiválva 2021. augusztus 5-i dátummal a Wayback Machine-ben Archiválva 2021. augusztus 5-i dátummal a Wayback Machine-ben <másik link>, Timothy Riese munkája (2001, 23,4 MB)
- Uralic family: Ob-Ugrian group (21 lists)
- OLAC resources in and about the Mansi language

### Más nyelven
- (németül) Wogulisches Wörterverzeichnis, August Ahlqvist (1891, 26.45 MB)